# Grampian (Schiff)
Die Grampian war ein 1907 in Dienst gestellter Transatlantikliner der britisch-kanadischen Reederei Allan Line, der im Passagier- und Frachtverkehr zwischen Kanada und Großbritannien eingesetzt wurde. 1921 in Antwerpen durch ein Feuer zerstört, wurde das Wrack der Grampian 1925 in den Niederlanden verschrottet.

## Das Schiff
Das 10.187 BRT große Dampfschiff Grampian wurde auf der Werft Alexander Stephen and Sons im Glasgower Bezirk Linthouse gebaut. Sie war das baugleiche Schwesterschiff der Corsican, die bei Barclay, Curle and Company entstand und der Hesperian, die ebenfalls bei Alexander Stephen and Sons gebaut wurde und die beide ebenfalls über 10.000 BRT maßen. Diese drei Dampfer waren die bis dahin größten Schiffe in der Geschichte der Allan Line.
Das 148 Meter lange und 18,3 Meter breite Passagier- und Frachtschiff hatte einen Schornstein, zwei Masten, acht Decks und zwei Propeller und wurde von  Dreifachexpansions-Dampfmaschinen angetrieben, die 802 nominale PS leisteten und eine Höchstgeschwindigkeit von 15 Knoten ermöglichten. Die Unterkünfte waren für 210 Passagiere der Ersten, 250 der Zweiten und 1000 der Dritten Klasse bemessen. Zur Ausstattung gehörten eine Lounge und ein Musiksalon auf dem Promenadendeck, ein Rauchsalon, ein Speisesaal mit Fenstern auf drei Seiten sowie Luxussuiten mit eigenem Badezimmer. Die Grampian war mit Elektrizität, einem Ventilationssystem zur Frischluftversorgung sowie einem Marconi-Funkgerät für drahtlose Telegrafie ausgestattet.
Nach dem Stapellauf am 25. Juli 1907 lief die Grampian am 21. September 1907 in Glasgow zu ihrer Jungfernfahrt nach Quebec und Montreal aus. Am 26. November 1908 lief die Grampian zu ihrer ersten Fahrt von Liverpool nach Saint John. Im Jahr 1910 erhöhte sich die Tonnage des Dampfers durch Umbauten auf 10.947 BRT.
Am 29. November 1912 führte die Grampian eine einmalige Überfahrt von Liverpool nach Halifax und Saint John im Dienst der Canadian Pacific Railway durch. Am 15. August 1914 legte sie zu ihrer letzten Fahrt von Glasgow nach Quebec und Montreal ab. Am 11. September 1914 folgte eine weitere Fahrt für die Canadian Pacific. Auf der Rückfahrt nach Großbritannien hatte sie Mitglieder der Canadian Expeditionary Force an Bord. Zwischen Dezember 1914 und April 1915 wurde der Dampfer erneut für vier Überfahrten zwischen Liverpool und Saint John für die Canadian Pacific verwendet. Im Mai 1915 nahm die Grampian ihren Dienst von Liverpool nach Kanada für die Allan Line wieder auf.
1917 wurde sie wie der Rest der Allan Line-Flotte von Canadian Pacific übernommen und legte am 15. Dezember 1918 in Liverpool zu ihrer ersten Überfahrt in Friedenszeiten ab. Am 15. Dezember 1920 lief die Grampian zu ihrer letzten Fahrt von London über Antwerpen nach Saint John aus. Während Ausbesserungsarbeiten in Antwerpen wurde die Grampian am 14. März 1921 durch ein Feuer zerstört und anschließend abgeschrieben. Das Schiff wurde zum Abbruch verkauft und 1925 in Hendrik-Ido-Ambacht verschrottet.